# Fredrica Linder
Fredrika Christina "Fanny" Linder (född Fant) 11 maj 1787 i Västerlövsta, Uppsala län, död 4 januari 1840 i Umeå landsförsamling, Västerbottens län, 1840, var en författare och kulturpersonlighet i det tidiga 1800-talets Umeå.
Fredrika Linder var dotter till prosten Georg Michael Mikaelsson Fant (1727–1805) och Hedvig Kristina Christina Nyman i Wester Löfsta och Enåker. Gift 1814 med komminister Johan Anders Linder i Umeå, som från ett tidigare äktenskap hade barnen Fredrika Albertina, Herlog Robert och Lydia Carolina. Tillsammans hade makarna Linder barnen Johan Albert Linder, Theodor Linder, Fredrica Göthilda Palmqvist och Sophia Johanna Linder.
Fredrika var litterärt och musikaliskt begåvad med ett flertal bevarade dikter, sånger och skådespel. I februari 1824 låg hon bakom en av de första större teaterhändelserna i Umeå – då en liten stad med bara drygt 1 200 invånare – som arrangerades för landshövding Georg Lars af Schmidts hustru Maria Sofia Hedengrens födelsedag. Den lokala amatörensemblen – där Fredrika Linder ingick –  framförde först en kortare pjäs, skriven av Fredrika Linder själv, och därefter relationskomedin Den blinde älskaren av Carl Lindegren.
Åren 1824–1828 skulle amatörteatern uppträda med ett dussin föreställningar. Mest uppmärksamhet fick en då nyskriven pjäs med grekiskt tema av Fredrika Linder: Marko Botzaris Grafvård, som framfördes i Rådhuset 8 oktober 1826 till minne av en grekisk frihetskämpe.

## Publikationer
- Linder, Fredrika Christina (1869). Känslans stunder. Ume, E.H. Lindroths boktryckeri. Libris 11691546. https://litteraturbanken.se/författare/LinderFC/titlar/KänslansStunder/info